# Флоридская ярмарка
Ярмарка штата Флорида — ежегодная ярмарка штата в выставочном комплексе штата Флорида в Ист-Лейк-Ориент-Паркe, США. Ежегодное мероприятие обычно проводится в феврале и обычно длится 11 дней Это первая ярмарка штата, которая проводится в США каждый календарный год..
Включает внутренние и внешние выставки, аттракционы и шоу. Для штата это шанс продемонстрировать свою сельскохозяйственную отрасль.. На ярмарке также проводятся конкурсы и угощения, такие как бекон в шоколаде и Чимичанга.

## История
В 1904 году была создана Ассоциация ярмарок Южной Флориды и были предложены планы проведения новой выставки. Ярмарка была основана как ярмарка Южной Флориды в центре Тампы и переименована в фестиваль середины зимы несколько лет спустя. Название окончательно изменилось на нынешнюю ярмарку штата Флорида в 1915 году. 
Из-за мировых войн ярмарки в 1918 и 1942—1945 гг. были отменены.
В 1975 году законодательное собрание Флориды учредило Управление ярмарки штата Флорида и назначило ежегодное мероприятие в Тампе официальной ярмаркой штата Флорида. К 1977 году первая ярмарка была проведена на её нынешнем месте, на пересечении межштатной автомагистрали 4 и шоссе США 301 в некорпоративном округе Хиллсборо.

## Ярмарочные мероприятия
Ярмарка штата Флорида также включает в себя соревнования по таким ремеслам, как изобразительное искусство и сельскохозяйственные соревнования. Конкурсные работы оцениваются и награждаются ленточками. 2009 год ознаменовался новыми дополнениями к ярмарке штата, включая выставку живых акул и механическое родео.

## Места проведения
Помимо аттракционов и выставок, другие места проведения ярмарки включают Центр верховой езды имени Боба Томаса, где проводятся скачки и другие мероприятия по конному спорту; Cracker Country, где демонстрируется жизнь в пограничной Флориде; и выставки из большинства округов Флориды, а также различных сельскохозяйственных и других государственных организаций в большом выставочном зале.
В кроличьем и птичьем сараях посетители ярмарки могут посмотреть на кроликов разных пород и подержать новорожденных цыплят.